# Anagènesi
L'anagènesi o evolució filètica és aquell procés evolutiu d'especiació pel qual a partir d'una espècie ancestre només hi ha una espècie descendent, no hi ha una bifurcació filètica i es manté la biodiversitat. Al desaparèixer l'espècie ancestre es parla llavors d'extinció filètica o pseudoextinció. L'anagènesi es contraposa al concepte de cladogènesi, pel qual d'una espècie ancestral poden derivar dues o més espècies filles independents. Són processos comuns en l'evolució de la vida des de la seva aparició en el planeta.
L'evolució filètica presenta abundants problemes a l'hora de seguir les seqüències, perquè no sempre es compta amb un registre fòssil suficient per constatar cada un dels passos evolutius. Aquestes llacunes han donat peu a la defensa de posicions creacionistes i a nombrosos errors, com el terme baula perduda.

## Definició
L'evolució filètica és un procés natural que fa desaparèixer tots els exemplars d'una espècie, però després d'haver deixat una descendència que segueix el seu propi camí evolutiu com una espècie diferent. Aquest procés pot ser molt llarg perquè no sol seguir un progrés lineal en el temps, sinó que sembla avançar més aviat a salts, segons es van produint els canvis en el medi ambient.
Exemples d'evolució filètica n'hi ha molts i autors com Allan Charing  ( 1985, p. 175 i següents) afirmen que si es considera a aquest procés com un tipus d'extinció, totes les espècies estan o estaran extintes abans o després. Un cas és el pas dels Pakicetus a les balenes actuals, del qual s'han trobat i perdut registres fòssils de fins a quatre espècies diferents. Encara que un dels més coneguts és el de l'Homo erectus que va donar origen a diverses espècies d'homínids a Àfrica i a Àsia. En aquest cas l'Homo erectus va continuar existint i fins i tot coexistint amb alguns dels altres homínids a parts del planeta i durant alguns períodes, citat per autors com Savage  &  Long  ( 1991).

## Controvèrsia en el terme
Tanmateix, la hipòtesi de l'equilibri puntuat va ser proposada, el qual va explicar la direcció gradual del canvi filètic. Sota aquesta hipòtesi, la transformació filètica gairebé no té sentit, perquè si és correcta, els llinatges no canvien durant la seva existència, es mantenen estàtics fins que es produeix l'especiació, de manera que l'anagènesi no és possible (Gutman & Altava 2008).
Estudis evolutius recents estan cercant en l'anagènesi i la cladogènesi possibles respostes en el desenvolupament de l'arbre filogenètic dels homínids per entendre la diversitat morfològica i els orígens de l'Australopithecus anamensis, i aquest cas podien mostrar l'anagènesi en el registre fòssil (Kimbel et al. 2006).
Quan s'han produït suficients mutacions i es converteixen en estables en una població de manera que es diferencia significativament d'una població ancestral, pot ser assignat un nou nom a l'espècie. Una sèrie d'aquestes espècies es coneixen com un llinatge evolutiu. Les diverses espècies al llarg d'un llinatge evolutiu són cronoespècies. Si la població ancestral d'una cronoespècie no s'extingeix, llavors aquesta és una cladogènesi, i la població ancestral representa una mena d'espècie parafilètica o paraespècie, sent un grau evolutiu. Aquesta situació és molt comuna en les espècies amb poblacions generalitzades.
És fàcil veure en aquesta definició com pot sorgir la controvèrsia entre els taxonomistes quan les diferències són prou importants com per justificar una nova classificació de les espècies: l'anagènesi també es podria anomenar com una "evolució gradual".
El filòsof de ciència Marc Ereshefsky argumenta que els taxons parafilètics són el resultat de l'anagènesi. El llinatge que porta a les aus ha divergit significativament dels llangardaixos i dels cocodrils, permetent taxònoms evolutius per classificar les aus per separat dels llangardaixos i dels cocodrils, que s'agrupen com a rèptils.
Pel que fa a l'evolució social, s'ha suggerit que l'anagènesi/anamorfosi social es pot considerar com la innovació social universal o àmpliament difosa que eleva els sistemes socials "la complexitat, l'adaptabilitat, la integritat, i la interconnexió.